# Hamid Aboutalebi
 (juillet 2020).
Si vous disposez d'ouvrages ou d'articles de référence ou si vous connaissez des sites web de qualité traitant du thème abordé ici, merci de compléter l'article en donnant les références utiles à sa vérifiabilité et en les liant à la section « Notes et références ».
Hamid Aboutalebi (en persan : حمید ابوطالبی), né le 16 juin 1957 à Téhéran (Iran), est un diplomate et homme politique iranien. 

## Biographie

### Études
Aboutalebi a obtenu son doctorat en sociologie historique de la Katholieke Universiteit Leuven en 1999. On[Qui ?] a affirmé qu'Aboutalebi était l'un des étudiants radicaux impliqués dans la crise des otages en Iran, dans laquelle 52 américains, y compris des diplomates de l'ambassade américaine à Téhéran, ont été détenus de 1979 à 1980.

### Carrière politique
Aboutalebi a été ambassadeur d'Iran en Australie, dans l'Union européenne, en Belgique, en Italie et directeur général politique au ministère iranien des Affaires étrangères. Il faisait partie de la délégation iranienne de l'ONU à New York dans les années 1990. En raison de ces allégations, la nomination d'Aboutalebi en tant qu'ambassadeur à l'ONU a été contestée par de nombreux législateurs et diplomates américains, dont certains ont demandé au département d'État américain de refuser sa demande de visa.